# Novi Miljanovci (gmina Usora)
Novi Miljanovci – wieś w Bośni i Hercegowinie, w Federacji Bośni i Hercegowiny, w kantonie zenicko-dobojskim, w gminie Usora. W 2013 roku liczyła 36 mieszkańców, z czego większość stanowili Chorwaci.